# Ptilinopus monacha
Ptilinopus monacha là một loài chim trong họ Columbidae.